# Alessandro Volta
Grof Alessandro Giuseppe Anastasio Volta [alesándro džuzépe anastázio vólta],  italijanski plemič in fizik, * 18. februar 1745, Como, Lombardija, Italija, † 5. marec 1827, Camnago Volta.

## Življenje in delo
Volta se je rodil kot sedmi otrok v bogati družini. Kot otrok se je počasi razvijal (menda se je pravilno naučil govoriti šele s sedmimi leti), vendar je bil zelo vedoželjen. Zanimalo ga je vse, predvsem pa dogajanje v naravi. Šolal se je v jezuitski šoli. S 17. leti je že tekoče govoril in pisal latinsko, italijansko in francosko ter poznal vso dotedanjo književnost.
Njegovo ljubezen do pesništva je premagala vedoželjnost o naravnih pojavih, postal je fizik. Raziskoval je predvsem električne in magnetne pojave, ki so tedaj najbolj razburjali človeško domišljijo. Izdelal je prvi elektrofor, napravo za zbiranje električnega naboja z drgnenjem in influenco. Kako vsestranski je bil Volta kaže tudi, da je s potovanja po Švici prinesel domov krompir, ki ga dotlej v Italiji še niso poznali, in razširjal njegovo uporabo kot živilo, iz severne Italije pa je prišel krompir tudi na slovensko Goriško.
Leta 1778 je postal profesor eksperimentalne fizike na Univerzi v Pavii. Dobil je laboratorij in v njem nadaljeval preskuse z elektroforjem. Odkril je kondenzator. Ko je pojasnjeval Galvanijeve poskuse z »živalsko elektriko« (trzanje žabjih krakov ob dotiku s kovino), je odkril naelektrenje ob dotiku različnih kovin. Na osnovi Galvanijevih raziskav je sestavil preprost element tako daje dve ploščici iz bakra in cinka ovil s kosom klobučevine, katero je namočil v žvepleno kislino. Takšne elemente je povezal in sestavil je prvo električno baterijo, Voltov steber (Voltov člen). S tem je ustvaril nov vir elektrike, ki je precej razširil eksperimentalne možnosti. Leta 1794 je za svoje znanstvene dosežke prejel Copleyjevo medaljo Kraljeve družbe iz Londona.

## Volta kot pesnik
Zanimivo je, da je v času svojega šolanja pri jezuitih v Comu Volta kazal izredno nadarjenost za pesnikovanje, kar je kasneje še večkrat pokazal pri svojih znanstvenih delih. Opeval je npr. Newtonov splošni gravitacijski zakon, tretjo odpravo na najvišjo goro v zahodni Evropi Mont Blanc leta 1787, največjo pozornost pa je vzbudila pesem o elektriki- De vis attractiva ignis electrici ac phaenomenia inde pendentibus, kjer je razložil električne pojave, kar je izreden primer spoja poezije in znanosti. 
Od leta 1881 se po njem imenuje izpeljana enota mednarodnega sistema enot za električno napetost volt.

## Volta kot kemik
Poleg fizike in pesništva se je ukvarjal s kemijo. Odkril je plin metan.